# Камелопард

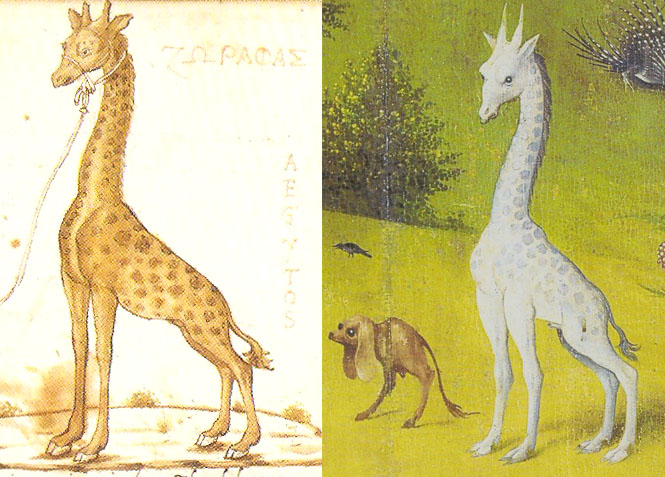
Позднесредневековые представления о жирафе-камелопарде (Кириак Анконский, XV в. / И. Босх, 1500-е гг.)

Камелопард (лат. camēlopardalis, camēlopardus, camēlopardalus, др.-греч. καμηλοπάρδαλις) — в средневековой геральдике чудесный зверь, помесь леопарда (или пантеры) с верблюдом. У него жирафья голова с двумя загнутыми назад рогами и туловище леопарда. Камелопард славился необыкновенной силой и свирепостью. В геральдике камелопард символизировал отвагу и рвение.
Древнеримские авторы описывали камелопарда как длинношеее животное с длинными передними и более короткими задними ногами, телосложением напоминающее верблюда, а пятнами — леопарда. В Западной Европе камелопарда идентифицировали как жирафа не позднее XVI века, слова «камилопардал» и «камелопард» фиксируются в русском со значением «жираф» в XVIII–XIX веках, а внешность реального жирафа была в своё время[когда?] избрана в геральдике для передачи мифического камелопарда.
Также в геральдике, как разновидность камелопарда, существует Аллокамелус (Allocamelus), имеющий тело верблюда и козлиную голову.
Это животное упоминается в списке кошерных животных в «Септуагинте» и Синодальном переводе Библии (Втор. 14:5), в старославянском переводе по Архивскому хронографу XV в. на этом месте «рысь вельблюдскыи» (дословная калька с греческого), в других списках — некошерный верблюд, в церковнославянском тексте с XVI века их сменил кошерный сайгак.